# مايك غريغوري
مايك غريغوري (بالإنجليزية: Mike Gregory)‏ هو لاعب دوري الرغبي بريطاني، ولد في 20 مايو 1964 في ويغان في المملكة المتحدة، وتوفي في 19 نوفمبر 2007 بسبب تصلب جانبي ضموري.